# Валентина Висконти (кралица на Кипър)
Вижте пояснителната страница за други личности с името Валентина Висконти.
Валентина Висконти (на италиански: Valentina Visconti; * ок. 12 август 1367 или 1360/1362 или 1357, Милано, Синьория Милано; † 13 октомври 1393, Никозия, Кипърско кралство) от рода Висконти, е чрез брак кралица на Кипър и титулярна кралица на Йерусалим от 1378 до 1382 г.

## Произход
Дъщеря е на Бернабо Висконти (* 1321 или 1323, † 1385), господар на Бреша, Кремона, Сончино, Лонато и Валкамоника и, заедно с братята му Матео II и Галеацо II, съгосподар на Милано, и на съпругата му Беатриче Реджина дела Скала (* 1331, † 1384). Нейни баба и дядо по по бащина линия са Стефано Висконти, господар на Арона, и Валентина Дория, на която е кръстена, от влиятелната фамилия Дория от Генуа, а по майчина – Мастино II дела Скала, господар на Верона и Виченца (1304 – 1311), Падуа (1328 – 1338), господар на Парма (1332 – 1341), Бреша (1332 – 1337) и Лука (1335 – 1347), и Тадеа да Карара. Има пет братя и девет сестри:
- Тадеа (* 1351, † 1381), херцогиня на Бавария като съпруга на Стефан III и майка на френската кралица Изабела Баварска
- Верде (* 1352, † 1414), херцогиня на Австрия като съпруга на Леополд III
- Марко (* 1355, † 1382), господар на Парма (1364 – 1382), съпруг на Елизабета Баварска
- Лудовико (* 1355, † 1404), управител и господар на Лоди (1379 – 1385), и управител и господар на Парма (1385 – 1404), съпруг на Виоланта Висконти
- Родолфо (* 1358, † 1389), господар на Парма (1364 – 1389)
- Карло (* 1359, † 1403), господар на Парма (1364), съпруг на Беатрис д’Арманяк
- Антония (* 1364, † 1405), графиня на Вюртемберг като съпруга на Еберхард III
- Катерина (* 1362, † 1404), последна господарка на Милано (1385 – 1395) и 1-ва херцогиня на Милано (1395 – 1402) като съпруга на братовчед си Джан Галеацо Висконти
- Аниезе (* 1363, † 1391), графиня на Мантуа като съпруга на Франческо I Гонзага
- Мадалена (* 1366, † 1404), херцогиня на Бавария (1381 – 1393) и на Бавария-Ландсхут (от 1392 г.) като съпруга на Фридрих Мъдри
- Джанмастино (* 1370, † 1405), господар на Бергамо и на Джера д'Ада, съпруг на Клеофа дела Скала
- Лучия (* 1372, † 1424), маркграфиня на Майсен като съпруга на Фридрих V фон Тюринген и графиня на Кент като съпруга на Едмънд Холанд
- Елизабета (* 1374, † 1432), херцогиня на Бавария като съпруга на Ернст Баварски
- Англезия (* 1377, † 1439), кралица на Кипър, Йерусалим и Армения (ок. 1401 – 1408), като съпруга на Янус дьо Лузинян

Освен това има шестима полубратя и девет полусестри от извънбрачни връзки на баща ѝ с пет жени.
Баща ѝ непрекъснато води войни с Папската държава (той е отлъчен от Църквата) и е безмилостен тиранин. През 1385 г. е свален от племенника си Джан Галеацо Висконти и по-късно е отровен в замъка на Трецо сул Ада.

## Биография

### Брак и кралица на Кипър и Йерусалим
Бащата на Валентина – Бернабо Висконти, я дава за жена на графа на Триполи, крал на Кипър и титулярен крал на Йерусалим Петър II от рода Лузинян, единствен син на кипърския и йерусалимския крал Петър I Кипърски и на съпругата му Елеонора Арагонска. Преговорите започват през януари 1364 г. Петър I Лузинян идва в Европа, за да насърчи кръстоносния поход срещу мамелюците и посещава двора на Бернабо. Споразумението предвижда двоен съюз: Валентина да се омъжи за наследника на Петър I, а брат ѝ Карло да се ожени за Маргарита дьо Лузинян, сестра на краля. Съюзът между Милано и Кипър се базира на икономически цели: Висконти желаят да защитят ломбардските интереси в Средиземно море, започвайки с износа на платове на Изток и с вноса на подправки и памук, а Лузинян искат да гарантират своето привилегировано положение по тези пътища, както и конкретна подкрепа срещу враговете си. Освен това съюзът служи за укрепване на антигенуезкия съюз, към който скоро се присъединява и съперничещата Венеция. Двойният брак е сключен в Милано чрез пълномощник на 2 април 1376 г. и в Никозия лично през лятото на 1378 г.
През юни 1378 г. Валентина напуска Милано и се отправя за Кипър с голям багаж и свита (в която влизат брат ѝ Лудовико Висконти и братовчед ѝ Лукино Новело Висконти). Тя носи зестра от 30 хил. флорина, докато останалите 70 хил. от обещаната сума са похарчени от баща ѝ във войната срещу Генуа. По пътя спира в Павия, Пиаченца, Парма, Реджо и Ферара. Тя достига Венеция, където е посрещната от дожа и пребивава в двореца на Федерико Корнер, който има значими търговски интереси в Кипър. Венеция предлага шест галери, към които са добавени шест въоръжени кораба на името на кипърския монарх на териториите на арагонския крал Петър IV Арагонски. От своя страна Петър IV провежда политика на баланс в Средиземно море в ущърб на генуезците, влезли наскоро в антивенециански съюз с краля на Унгария и Полша. Флотът напуска Венеция на 1 юли 1378 г. и пристига в Кипър пет дни по-късно. От крайбрежието дворът продължава към Никозия. Скоро венецианските и каталонските кораби са наети от съпруга ѝ Петър II, за да се опитат, без голям успех, да завладеят Фамагуста.
След пристигането си Валентина има разногласия със свекърва си Елеонора. Предвид напрегнатите им отношения през 1380 г. Петър II решава да отпрати майка си в Каталония.
Съпругът на Валентина умира внезапно на 13 октомври 1382 г. в Никозия. Дъщеря им е изключена от наследяването. За наследници са обявени чичото на Петър II – Джакомо, който е в затвора в Генуа, и сестра му Маргарита. На Валентина е гарантирана пожизнена пенсия от 15 хил. флорина. Доходът ѝ е гарантиран от земи, разположени в северната част на острова между Перистерона и залива Морфу, недалеч от Никозия.

### Следващи години
Валентина се опитва да получи регентството за двегодишната си дъщеря си, но мнозина в Кралския съвет искат да видят спазена линията на мъжкото наследяване в лицето на Янус Лузинян. Валентина застава начело на фракцията на онези, които предпочитат продължителното регентство, за да се преговаря за освобождаването му. В крайна сметка обаче привържениците на Лузинян надделяват и получават освобождаването му от генуезците през 1385 г. в замяна на окончателния отказ от Фамагуста.
Въпреки че не успява да получи регентството за дъщеря си и по този начин управлението на кралството, Валентина остава в Кипър. Скоро след това дъщеря ѝ умира. Янус забранява на Валентина да стъпва в двора. Междувременно баща ѝ е лишен от власт от племенника си Джан Галеацо Висконти, а братята и сестрите ѝ са разпръснати или подчинени на новия владетел. Валентина е принудена да се оттегли във владенията, дадени ѝ от съпруга ѝ.
Умира на 13 октомври 1393 г. в Никозия.

## Брак и потомство
∞ 1. 2 април 1376 (с пълномощник) в Милано, юли-август 1378 в Никозия за Петър II (*1354/57, † 13 октомври 1382), граф на Триполи, крал на Кипър и титулярен крал на Йерусалим, от когото има една дъщеря:
- дъщеря († сл. 1382, погребана в Св. Доминик, Никозия), като жена е изключена от наследяване.

#### Първични източници
- ((it)) Chroniques d'Amadi et de Strambaldi. T. 1.
- ((it)) Chronique de l'Île de Chypre.
- ((la)) Rerum Italicarum scriptores, tomus XVI и tomus XVIII.
- ((la)) Documenti diplomatici tratti dagli Archivj Milanesi, Volume 1 e Volume 2.

#### Историографска литература
- ((fr)) Les familles d'outre-mer.
- ((fr)) René Grousset, L'Empire du Levant: Histoire de la Question d'Orient, 1949
- ((en)) Barbara Touchman, A Distant Mirror, Alfred A. Knopf, 1979.